# تراموا گرلیتز
تراموا گرلیتز (آلمانی: Straßenbahnnetz Görlitz) سیستم تراموا در شهر گرلیتز، آلمان است.
این تراموا که در سال ۱۸۸۲ تأسیس شده دارای ۲ خط، ۳۴ ایستگاه و ۱۱٫۸ کیلومتر طول می‌باشد.

## نگارخانه

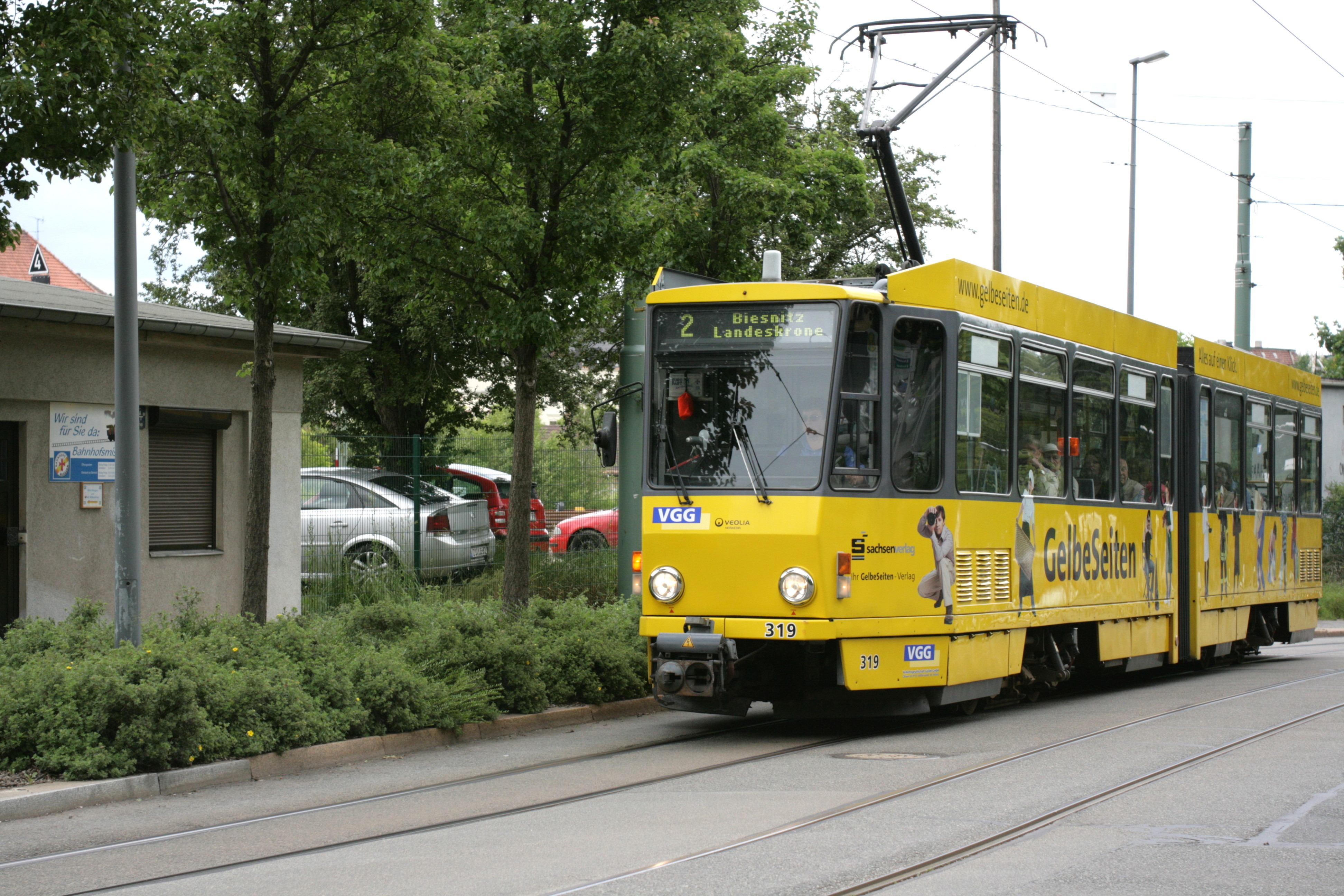
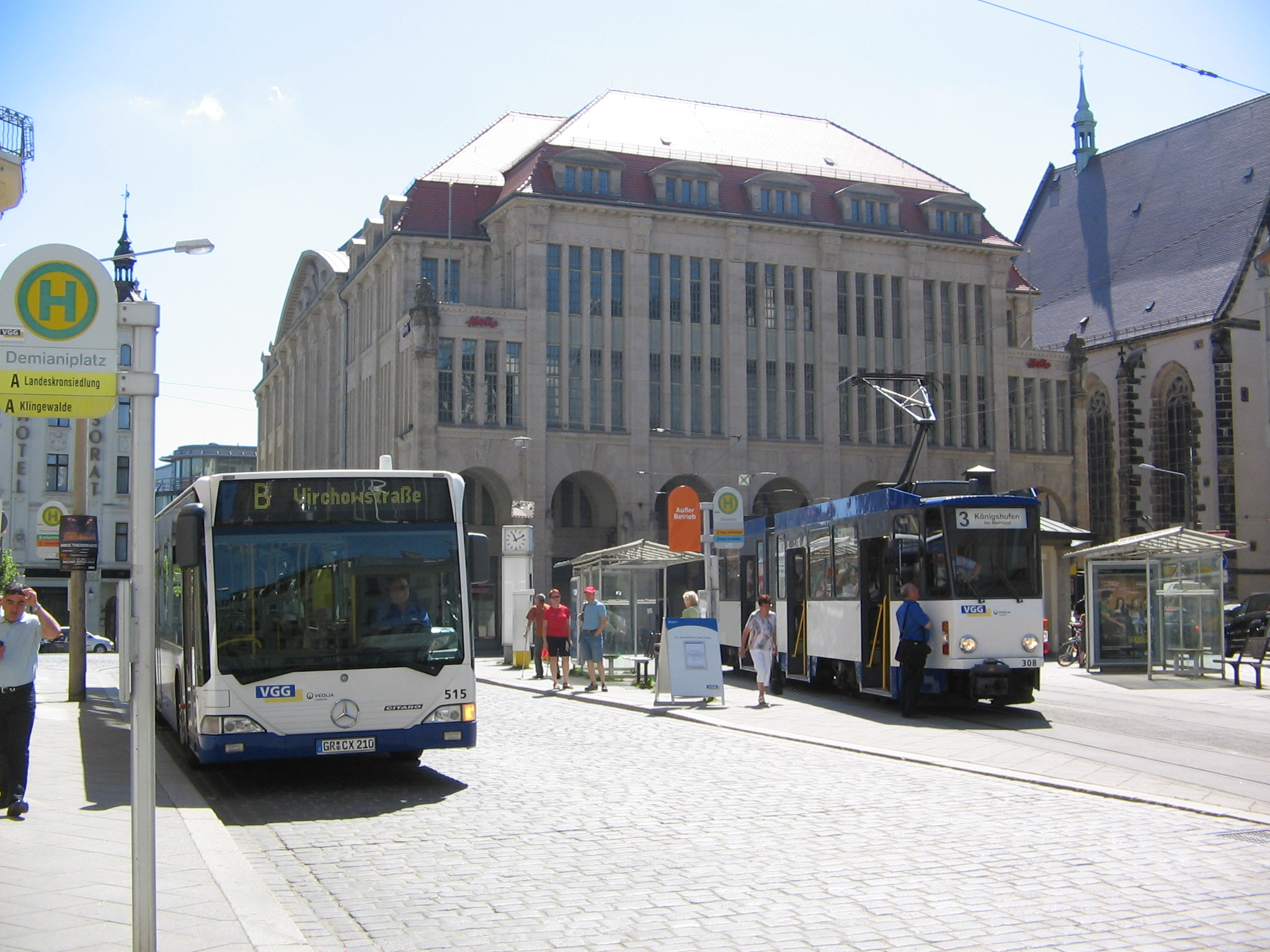
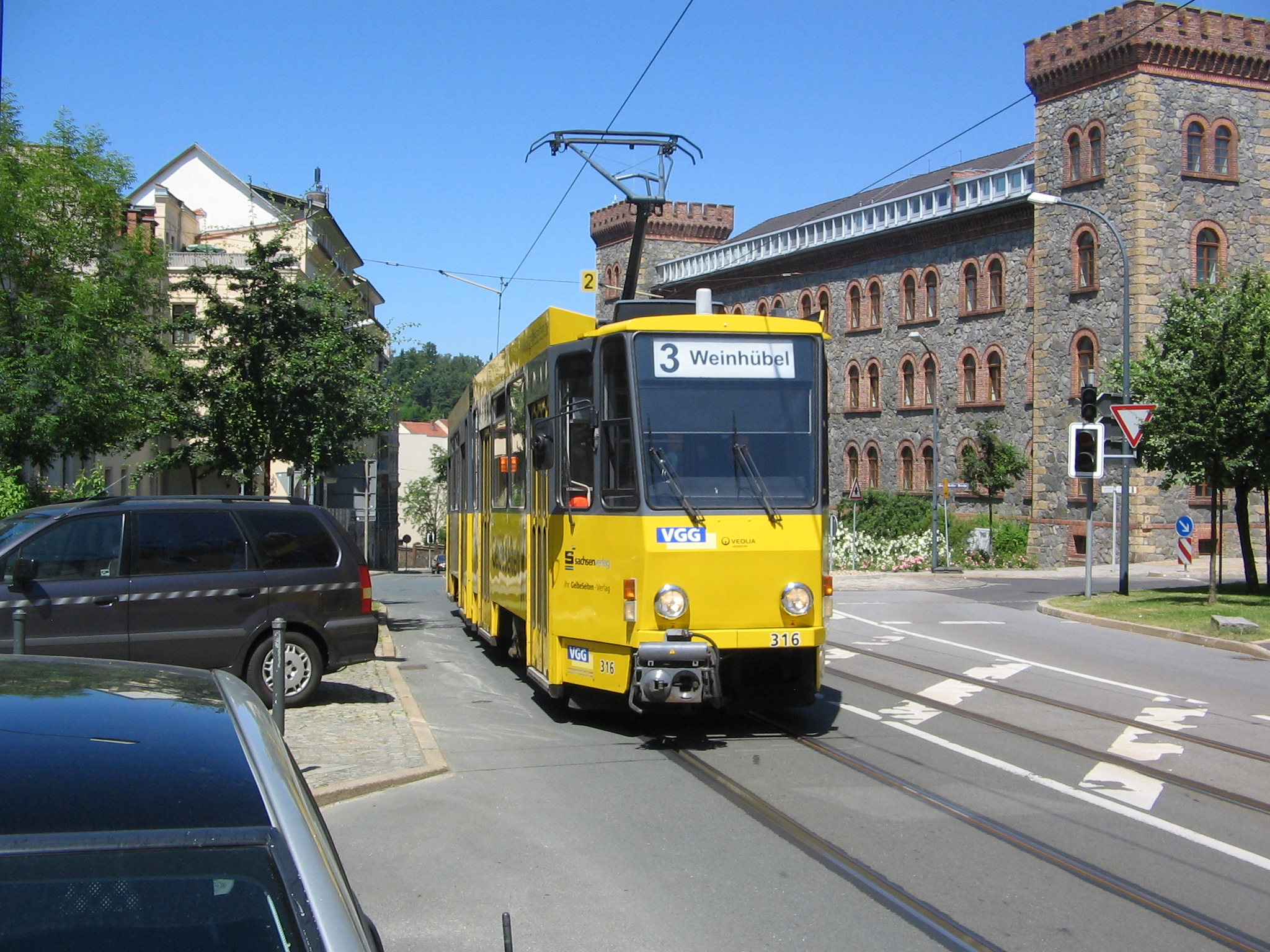
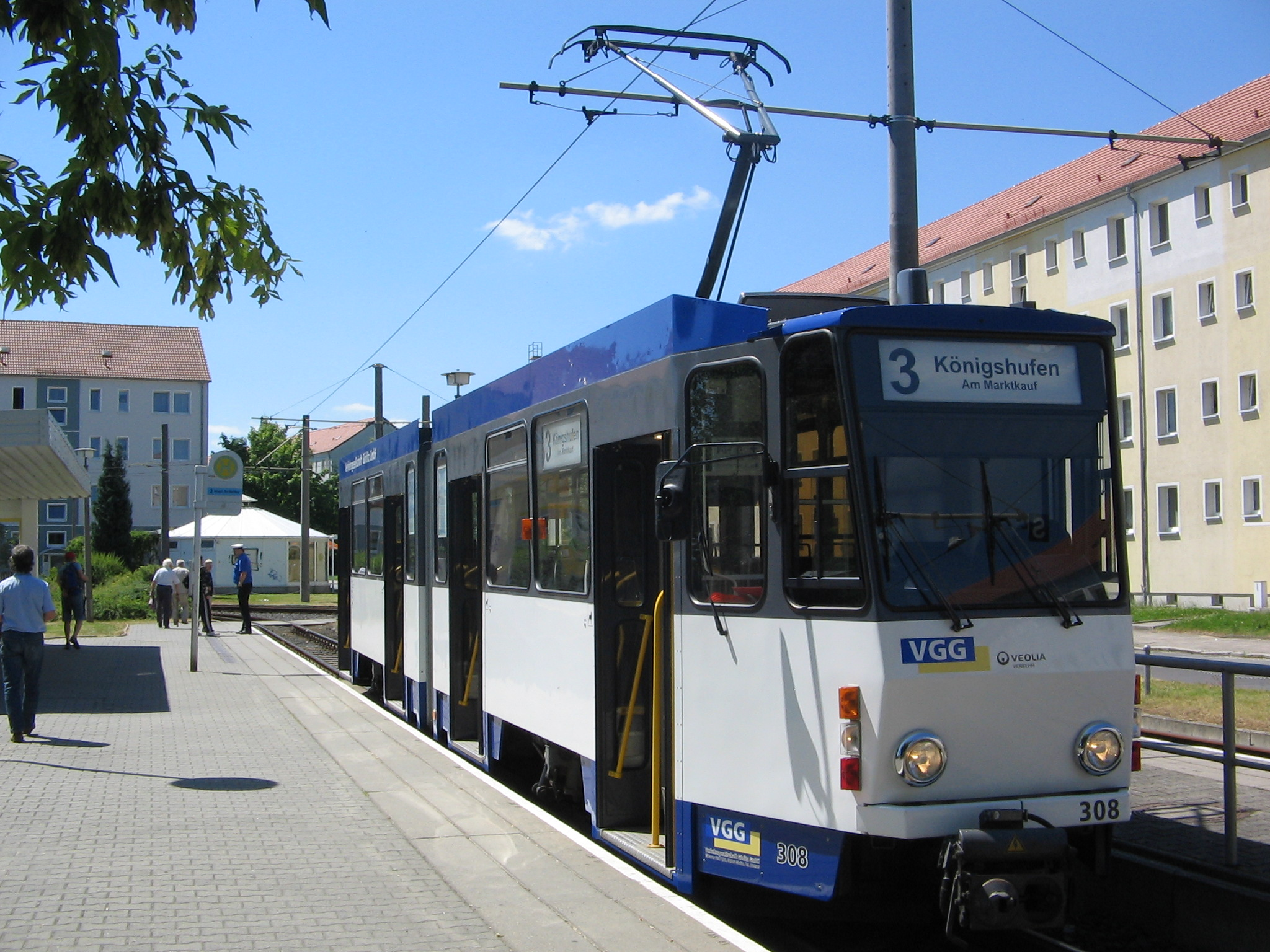
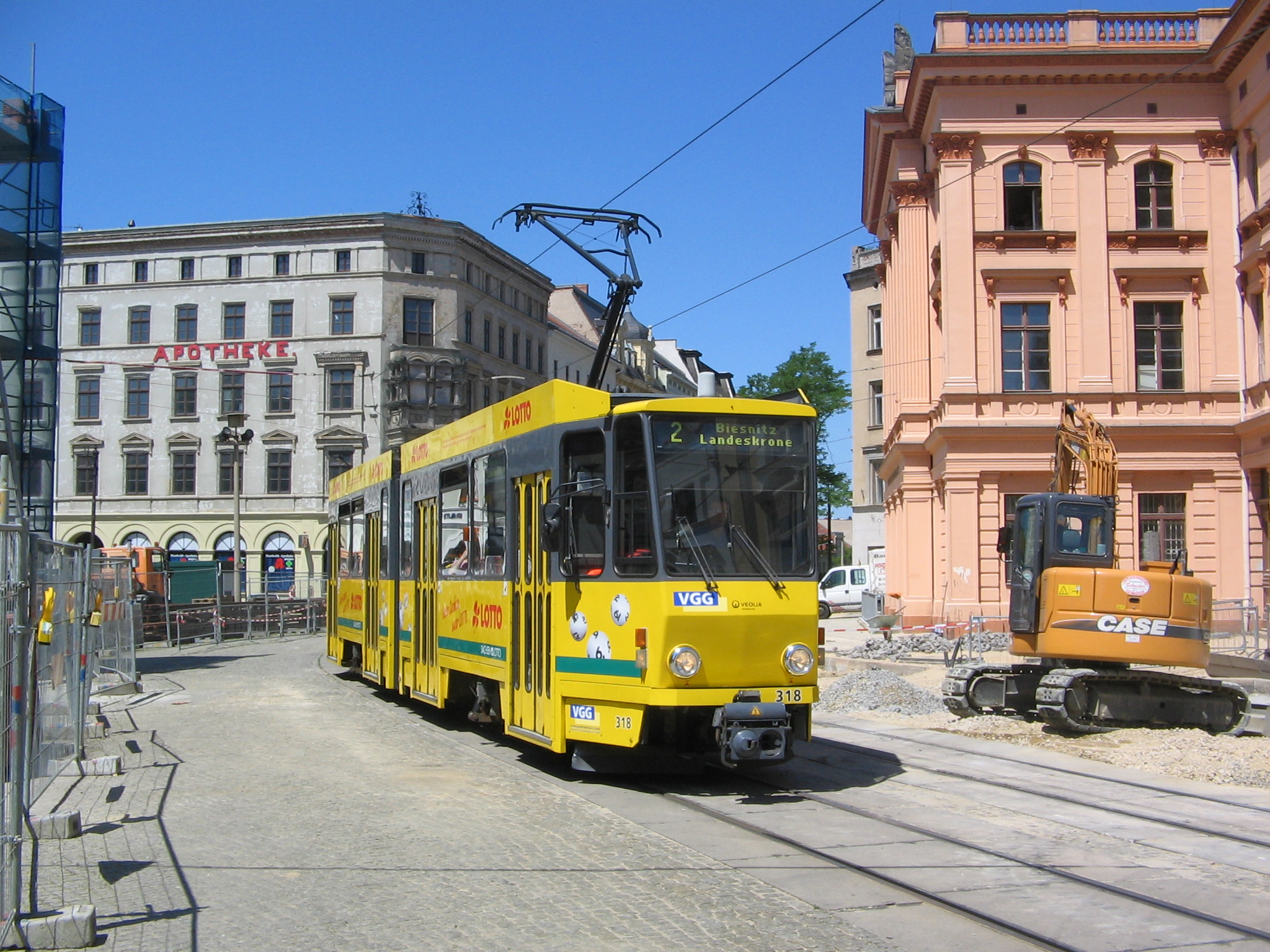